# Carlo Marcelin
Carlo Marcelin (10 de septiembre de 1971) es un exfutbolista y entrenador de fútbol haitiano. Fue seleccionador de Haití en dos oportunidades y actualmente se desempeña como secretario general de la Federación haitiana de fútbol.

## Trayectoria como jugador
Jugó para el AS Cavaly entre 2000 y 2002. Fue internacional absoluto con la selección de Haití disputando la Copa de Oro de la Concacaf 2000. También participó en 3 eliminatorias mundialistas (1994, 1998, 2002) jugando un total de 12 partidos.

### Participaciones en Copa de Oro de la Concacaf
| Copa             | Sede           | Resultado    | Partidos | Goles |
| ---------------- | -------------- | ------------ | -------- | ----- |
| Copa de Oro 2000 | Estados Unidos | Primera fase | 2        | 0     |

## Trayectoria como entrenador

### Selección de Haití
Marcelin dirigió a Haití en dos períodos:
- 2004-2006

Entre noviembre de 2004 y diciembre de 2006, sucediendo a Fernando Clavijo al mando de los Grenadiers. Inició su etapa de entrenador con una histórica goleada 11:0 sobre Islas Vírgenes Estadounidenses, el 24 de noviembre de 2004, en el marco de la primera ronda de clasificación a la Copa del Caribe 2005, siendo una de las mejores goleadas conseguidas por Haití en su historia. No pudo clasificar a la fase final de dicho torneo, siendo superado por Cuba en la tercera ronda de clasificación (0-1 y 1-1 t.s.). Posteriormente le tocó dirigir en las primeras rondas de clasificación de la Copa del Caribe 2007 antes de ser relevado en el cargo por Luis Armelio García.
- 2011

Esta vez solo asumió el interinato de la selección durante un partido de eliminatorias mundialistas, el 15 de noviembre de 2011, ante el representativo de Antigua y Barbuda.
Balance estadístico:

En total, el balance de Carlo Marcelin a la cabeza de los Grenadiers arroja los siguientes números: 24 partidos disputados, 10 victorias, 5 empates y 9 derrotas (48.6% de rendimiento).